# Rajd Jałty 2011
Rezultaty Rajdu Jałty (Prime Yalta Rally 2011), eliminacji Intercontinental Rally Challenge w 2011 roku, który odbył się w dniach 2 czerwca - 4 czerwca. Była to czwarta runda IRC w tamtym roku oraz czwarta asfaltowa, a także czwarta w mistrzostwach Ukrainy. Bazą rajdu było miasto Jałta. Zwycięzcami rajdu została fińska załoga Juho Hänninen i Mikko Markkula jadąca Škodą Fabią S2000. Wyprzedzili oni Francuzów Bryana Bouffiera i Xaviera Panseriego w Peugeocie 207 S2000 oraz Jana Kopeckiego i Petra Starego w Škodzie Fabii S2000.
Rajdu nie ukończyło pięciu kierowców biorących udział w Intercontinental Rally Challenge. Włoch Giandomenico Basso w Protonie Satrii Neo S2000 wycofał się na 9. oesie, a Szwed Per-Gunnar Andersson jadący tym samym autem - na 8. oesie. Włoch Marco Tempestini (Peugeot 207 S2000) odpadł z rajdu na 13. oesie, Węgier Lászlo Vizin (Volkswagen Polo S2000) na 4. oesie, a Ukrainiec Ołeksandr Saljuk junior (Proton Satria Neo S2000) - na 6. oesie.

## Klasyfikacja ostateczna
| Miejsce                               | Zawodnik                 | Pilot                    | Samochód                 | Czas                     | Strata                   | Punkty                   |
| IRC (punktowane pozycje)              | IRC (punktowane pozycje) | IRC (punktowane pozycje) | IRC (punktowane pozycje) | IRC (punktowane pozycje) | IRC (punktowane pozycje) | IRC (punktowane pozycje) |
| ------------------------------------- | ------------------------ | ------------------------ | ------------------------ | ------------------------ | ------------------------ | ------------------------ |
| 1.                                    | Juho Hänninen            | Mikko Markkula           | Škoda Fabia S2000        | 2:54:14.0                |                          | 25                       |
| 2.                                    | Bryan Bouffier           | Xavier Panseri           | Peugeot 207 S2000        | 2:54:25.7                | +11.7                    | 18                       |
| 3.                                    | Jan Kopecký              | Petr Starý               | Škoda Fabia S2000        | 2:54:52.7                | +38.7                    | 15                       |
| 4.                                    | Andreas Mikkelsen        | Ola Fløene               | Škoda Fabia S2000        | 2:55:11.3                | +57.3                    | 12                       |
| 5.                                    | Guy Wilks                | Phil Pugh                | Peugeot 207 S2000        | 2:58:14.4                | +4:00.4                  | 10                       |
| 6.                                    | Thierry Neuville         | Nicolas Gilsoul          | Peugeot 207 S2000        | 2:59:15.5                | +5:01.5                  | 8                        |
| 7.                                    | Toni Gardemeister        | Tapio Suominen           | Škoda Fabia S2000        | 3:02:13.3                | +7:59.3                  | 6                        |
| 8.                                    | Karl Kruuda              | Martin Järveoja          | Škoda Fabia S2000        | 3:04:15.3                | +10:01.3                 | 4                        |
| 9.                                    | Patrik Sandell           | Staffan Parmander        | Škoda Fabia S2000        | 3:12:22.9                | +18:08.9                 | 2                        |
| 10. (12.)                             | János Puskádi            | Barnabás Gódor           | Honda Civic Type-R R3    | 3:24:12.0                | +29:58.0                 | 1                        |
| Mistrzostwa Ukrainy (pierwsza trójka) |                          |                          |                          |                          |                          |                          |
| 1. (13.)                              | Władimir Peczenyk        | Andrij Jankowskij        | Mitsubishi Lancer Evo X  | 3:25:09.1                |                          |                          |
| 2. (15.)                              | Ołeksij Tamrazow         | Iwan German              | Ford Fiesta S2000        | 3:25:41.2                | +32.1                    |                          |
| 3. (16.)                              | Jurij Szapowałow         | Ljubomir Szumakow        | Mitsubishi Lancer Evo X  | 3:26:23.1                | +1:14.0                  |                          |

## Zwycięzcy odcinków specjalnych
| Dzień     | Odcinek | G. rozp. | Nazwa         | Długość | Zwycięzca         | Czas    | Lider rajdu      |
| --------- | ------- | -------- | ------------- | ------- | ----------------- | ------- | ---------------- |
| 1 (2 CZE) | SS1     | 13:14    | Jałta         | 2.12km  | Thierry Neuville  | 1:09.7  | Thierry Neuville |
| 1 (2 CZE) | SS2     | 13:47    | Liwadija      | 5.49km  | Guy Wilks         | 3:19.5  | Thierry Neuville |
| 2 (3 CZE) | SS3     | 08:44    | Ai-Petri 1    | 17.26km | Thierry Neuville  | 12:15.8 | Thierry Neuville |
| 2 (3 CZE) | SS4     | 09:12    | Płato 1       | 22.55km | Thierry Neuville  | 15:46.6 | Thierry Neuville |
| 2 (3 CZE) | SS5     | 10:55    | Orlinoje 1    | 28.95km | Andreas Mikkelsen | 18:23.2 | Bryan Bouffier   |
| 2 (3 CZE) | SS6     | 13:03    | Ai-Petri 2    | 17.26km | Thierry Neuville  | 12:06.5 | Bryan Bouffier   |
| 2 (3 CZE) | SS7     | 13:31    | Płato 2       | 22.55km | Juho Hänninen     | 15:21.0 | Juho Hänninen    |
| 2 (3 CZE) | SS8     | 15:14    | Orlinoje 2    | 28.95km | Juho Hänninen     | 17:59.2 | Juho Hänninen    |
| 3 (4 CZE) | SS9     | 08:07    | Opołznewoje 1 | 18.95km | Andreas Mikkelsen | 11:16.8 | Juho Hänninen    |
| 3 (4 CZE) | SS10    | 09:45    | Sokolinoje 1  | 22.35km | Jan Kopecký       | 15:09.0 | Juho Hänninen    |
| 3 (4 CZE) | SS11    | 10:13    | Uczan-Su 1    | 10.13km | Andreas Mikkelsen | 11:53.1 | Juho Hänninen    |
| 3 (4 CZE) | SS12    | 12:25    | Opolznevoje 2 | 18.95km | Jan Kopecký       | 11:06.2 | Juho Hänninen    |
| 3 (4 CZE) | SS13    | 14:03    | Sokolinoje 2  | 22.35km | Jan Kopecký       | 15:06.2 | Juho Hänninen    |
| 3 (4 CZE) | SS14    | 14:31    | Uczan-Su 2    | 10.13km | Bryan Bouffier    | 11:50.4 | Juho Hänninen    |